# Emily McLaughlin
Emily McLaughlin (* 1. Dezember 1928 in White Plains, New York; † 26. April 1991 in Los Angeles, Kalifornien) war eine US-amerikanische Schauspielerin.

## Leben
Ihr Schauspiel-Debüt gab sie 1958 in der Serie Young Dr. Malone als Dr. Eileen Seaton. Von 1963 bis zu ihrem Tod 1991 war sie in der Soap-Opera General Hospital als Oberschwester Jessie Brewer zu sehen. 1974 erhielt sie für ihre Rolle eine Golden Globe Nominierung. 1982 spielte sie in dem Film Küss mich Doc.
Sie war in erster Ehe mit dem Schauspieler Kenneth Harlan verheiratet. Von 1956 bis 1968 mit dem Schauspieler Robert Lansing. Das Paar bekam ein gemeinsames Kind. 1969 heiratete sie den Schauspieler Jeffrey Hunter, der jedoch kurz darauf an einem Schlaganfall starb.
Emily McLaughlin starb an Krebs und wurde neben ihrem letzten Ehemann Jeffrey Hunter im Glen Haven Memorial Park in Sylmar, Kalifornien begraben.